# 扎伊格拉耶沃區

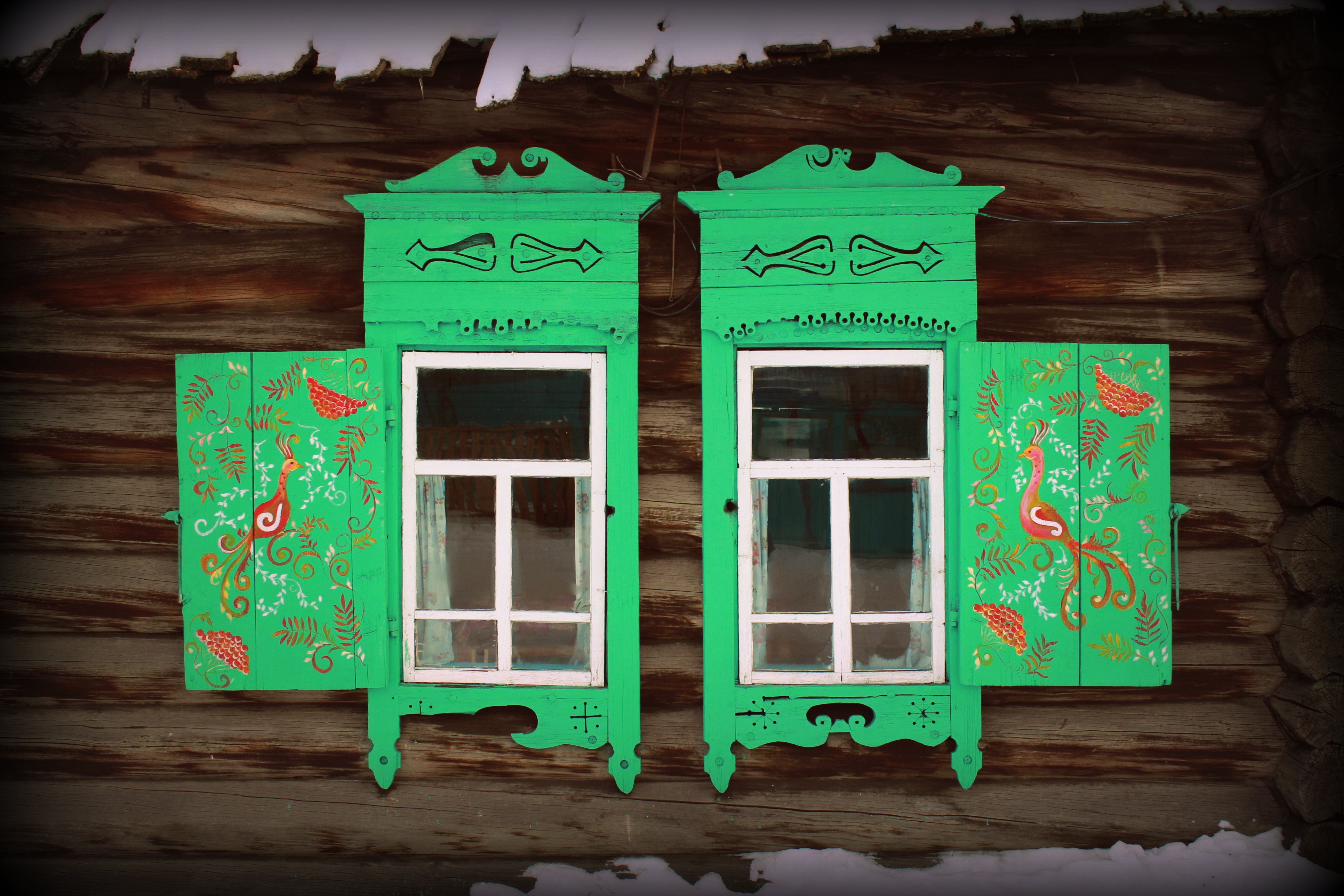

52°50′N 108°16′E / 52.833°N 108.267°E
扎伊格拉耶沃區（俄语：Заиграевский район），是俄羅斯的一個區，位於該國南部，由布里亞特共和國負責管轄，始建於1935年2月11日，面積6,605平方公里，2010年人口49,975，人口密度每平方公里7.57人。